# Once Upon a Time in England Volume 2
Once Upon a Time in England Volume 2 – kompilacja utworów zespołu Pendragon wydana w 1999. Zawiera dema utworów oraz wcześniej niepublikowane nagrania.

## Spis utworów
Album zawiera utwory:
1. Time For A Change – 3:55
2. Last Bus Back – 2:08
3. The Mask – 3:51
4. Whalespeak – 3:03
5. No More Tricks – 3:47
6. I Walk The Rope – 4:28
7. Holiday 89 – 1:59
8. Victims Of Life – 6:43
9. More Than Just Freedom – 4:12
10. Whispered Words – 3:00
11. Sleep – 2:37
12. Oriental Man – 3:54
13. Valleys – 1:44
14. The Black Knight – 10:20
15. Son Of Sun – 4:12

## Skład zespołu
Twórcami albumu są:
- Nick Barrett – śpiew, gitara
- John Barnfield, Rik Carter, Clive Nolan – instrumenty klawiszowe
- Robert Dalby, Peter Gee – gitara basowa, gitara
- Nigel Harris – instrumenty perkusyjne